# Nong Mamong Stadium
Das Nong Mamong Stadium (Thai: สนามกีฬาอำเภอหนองมะโมง) ist ein Fußballstadion mit Leichtathletikanlage in der thailändischen Landkreis Nong Mamong. Es ist die Heimspielstätte des Fußballvereins Chainat United FC, der momentan in der Thai League 3, der dritthöchsten Liga des Landes, spielt. Das Stadion hat ein Fassungsvermögen von 1500 Personen.